# Plattwanzen
Die Plattwanzen (Cimicidae), auch als Bettwanzen bezeichnet, sind eine Familie der Wanzen. Alle Plattwanzen leben ektoparasitisch auf Säugetieren oder Vögeln, deren Blut sie saugen. Die Larven und die erwachsenen Tiere halten sich in der Regel nur zur Nahrungsaufnahme am Wirt auf. Der bekannteste Vertreter dieser Familie ist die Bettwanze (Cimex lectularius, lectus lateinisch für Lager, Bett bzw. in den Tropen auch Cimex hemipterus), die unter anderem auch am Menschen saugt. In der Wanzenfauna Europas sind sie die einzigen Ektoparasiten.

## Äußere Gestalt
Plattwanzen erreichen Körperlängen zwischen 4 und 12 Millimeter. Ihr Körper ist bei Aufsicht eiförmig-oval, er ist stark abgeplattet. Der Kopf trägt kleine Komplexaugen mit nur wenigen Ommatidien, die seitlich aus der Kopfkontur vorragen. Die Ocellen fehlen. Der Saugrüssel ist relativ kurz und erreicht in Ruhelage nur die Basis der Vorderhüften, das erste Segment des Labiums ist stark verkürzt, die anderen etwa gleich lang. Das Pronotum des Rumpfabschnitts ist vorn ausgerandet, der Kopf in diese Ausrandung eingezogen. Sein Seitenrand ist nach außen halbkreisförmig erweitert. Die Vorderflügel (Hemielytren) sind stark verkürzt und zu schuppenförmigen Gebilden reduziert, Hinterflügel fehlen völlig. Die Seiten des hintersten Rumpfabschnitts (die Metapleuren) tragen die für Wanzen charakteristischen Stinkdrüsen, die ein stark riechendes Sekret abgeben können, das zur Verteidigung dient. Auch die Segmente vier, fünf und sechs des Hinterleibs tragen am Vorderrand solche Stinkdrüsen. Der Hinterleib ist sehr flach, aber stark verbreitert, in Aufsicht oft fast kreisförmig, er besteht aus einfachen Tergiten und Sterniten ohne abgesetzte Seitenplatten (Pleuren). Die Stigmen liegen in den Sterniten der Segmente zwei bis sieben, im ersten fehlen sie. Die Begattungsorgane der Männchen sind stark abgewandelt und asymmetrisch, der linke Paramer ist zu einem Begattungsorgan umgewandelt.

## Lebensweise
Etwa zwei Drittel der Plattwanzenarten parasitieren an Fledermäusen. Diese gelten auch als die ursprünglichen Wirte. Die übrigen sind fast ausschließlich Parasiten von Vögeln. Eine Reihe normalerweise fledermausgebundener Arten kann den Menschen als Ersatz- oder Ausweichwirt nutzen. Spezialisiert an den Menschen gebundene Populationen sind von nur drei Arten bekannt. Auch die bekannte Bettwanze (Cimex lectularius) ist ursprünglich ein Parasit von Fledermäusen (überwiegend Großes Mausohr); die am Menschen lebenden Populationen haben sich vor mehreren Hunderttausend Jahren abgespalten und heute auf den Menschen spezialisiert, die Populationen sind genetisch und morphologisch unterscheidbar. Die anderen Arten mit auf den Menschen spezialisierten Populationen sind Cimex hemipterus und Leptocimex boueti.
Plattwanzen benötigen gleichmäßiges, ausgeglichenes Mikroklima und regelmäßigen Zugang zu ihren Wirten, um regelmäßig Blut zu saugen, sie kommen deshalb normalerweise nur in den Lagern, Nestern oder Quartieren ihrer Wirte vor. Sie kommen dabei überwiegend an Wirtsarten vor, die soziale Verbände wie große Wochenstuben oder Brutkolonien ausbilden. So können sie leicht von einem Wirt zum nächsten überwechseln. Sie suchen ihren Wirt dabei nur zur Blutmahlzeit auf und verlassen ihn unmittelbar anschließend wieder, um sich zu verstecken. Selten, aber regelmäßig bleiben einzelne Tiere (meist Weibchen mit befruchteten Eiern) auf ausfliegenden Wirten sitzen und werden beim Umherfliegen mitgetragen; diese dienen als Ausbreitungsstadien. Die Tiere sind in der Regel in der Schlaf- oder Ruhephase ihres Wirts aktiv. Sie werden im Versteck abseits des Wirts durch einen Geruchsstoff, ein Aggregations-Pheromon, gegenseitig angelockt und zusammengehalten. Die Störung eines Tieres bewirkt die Abgabe eines Duftsekretes aus den für Wanzen charakteristischen Duftdrüsen. Das Sekret hat neben einer Abwehr- auch eine Alarmfunktion und bewirkt die mehr oder weniger schnelle Flucht der anderen Tiere.

### Ernährung
Die Hauptwirtsgruppen der europäischen Plattwanzen sind außer Menschen auch Tauben und Schwalben, vor allem aber Fledermäuse. Aber auch das Blut anderer Säugetiere und Vögel kann als Nahrung dienen. So lebt Cimex hirundinis (bis 2015 unter dem Synonym Oeciacus hirundinis bekannt), neben einigen Vogelarten, etwa auch als Parasit des Siebenschläfers (Glis glis). Jede Häutung einer Larve und Eiablage eines Weibchens benötigt vorher eine Blutmahlzeit. Die Wanzen suchen ihre Wirte aktiv laufend, dabei können sie mehrere Meter zurücklegen. Sie werden von deren Körperwärme und dem ausgeatmeten Kohlendioxid angelockt, bei der Bettwanze über Entfernungen von bis zu etwa 1,5 Meter. Zum Blutsaugen stechen sie mit ihren stechend-saugenden Mundwerkzeugen, die aus je zwei Röhrchen bestehen, durch die Haut. Durch das eine Rohr werden betäubende und blutgerinnungshemmende Substanzen eingeführt, durch die andere wird das Blut gesaugt. Ein Saugvorgang dauert (bei der Bettwanze) etwa 10 bis 20 Minuten und wird etwa einmal pro Woche vollzogen, wobei bei anderen Plattwanzenarten zum Teil auch höhere Saugfrequenzen vorkamen. Jede Blutmahlzeit verdoppelt bis verdreifacht die Körpermasse des Tiers. Die Tiere können bei Abwesenheit geeigneter Wirte bis zu einem Jahr überleben.
In paarigen Mycetomen beherbergen beide Geschlechter endosymbionte Mikroorganismen. Sie liefern unter anderem Vitamine der B-Gruppe, die in der Blutnahrung fehlen. Diese Endosymbionten wandern beim Weibchen bereits im Ovar in die Eier ein und werden so an die Nachkommenschaft weitergegeben.

### Fortpflanzung

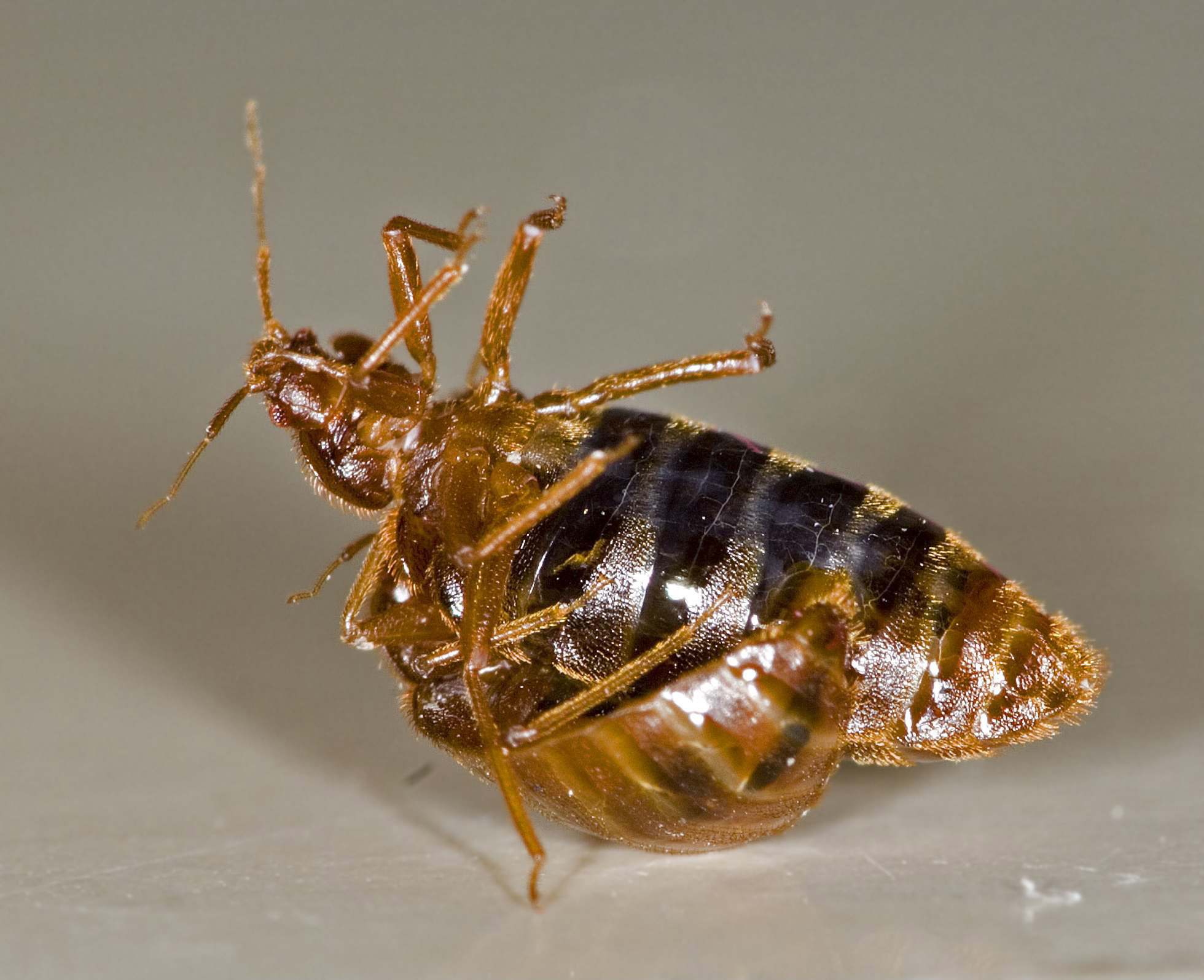
Traumatische Insemination bei Cimex lectularius

Die Paarung der Plattwanzen erfolgt in außergewöhnlicher Weise. Ein Werbeverhalten wurde bislang nicht beobachtet. Das Weibchen wird gewissermaßen vom Männchen überfallen. Es kriecht von rechts hinten an das Weibchen heran und begattet es sofort. Männchen begatten auch bereits vorher besamte Weibchen, reduzieren dabei aber die Spermienmenge.
Die Weibchen der Plattwanzen verfügen auf der Bauchseite unter der Haut über ein spezielles Organ ohne Öffnung nach außen, das Spermalege genannt wird. Es dient allein der Aufnahme der Spermien während der Begattung und nicht als Geschlechtsöffnung. Dieses taschenförmige, von außen als flacher Trichter sichtbare Organ liegt zwischen dem 4. und 5. Sternit. Die Männchen – in der Regel zielgeführt durch dieses weibliche Organ – führen über ein nadelförmiges Kopulationsorgan (eine der Parameren des Aedeagus) nach Durchstechen der Haut an dieser Stelle die Spermien in die Tasche ein.  Ein derartiger Begattungsablauf, der gelegentlich auch mit einem Durchstechen der Weibchenhaut an beliebiger Stelle des Abdomens verbunden ist, wird als „traumatische Insemination“ bezeichnet und kommt außerdem in ähnlicher Form bei den Sichelwanzen (Nabidae) und bei den Blumenwanzen (Anthocoridae) vor. Der Begattungsvorgang reduziert, als Verletzung, die Lebensdauer des begatteten Weibchens erheblich, um etwa 30 bis 50 Prozent, selbst direkte Todesfälle kommen vor, vor allem bei Mehrfachbegattungen.
Die Spermien gelangen dann über die Hämolymphe der Leibeshöhle zunächst in die Receptaculum seminis, welche sich nahe der Ovarien befinden und befruchten schließlich die Eier. Durch eine Geschlechtsöffnung, die allein für die Eiablage benutzt wird, werden diese später gelegt und enthalten bei der Ablage bereits mehr oder weniger weit entwickelte Embryonen. Die aus den Eiern schlüpfenden Larven sind hemimetabol und durchlaufen durch Häutungen getrennte fünf Larvenstadien.

## Mensch und Plattwanzen
In den Industrieländern ist die Häufigkeit der Bettwanze (Cimex lectularius) im Vergleich zu den vergangenen Jahrhunderten deutlich zurückgegangen. Dennoch ist die Art hier keineswegs ausgestorben. Sie tritt immer wieder punktuell auf. Da die Wanzen tagsüber in Verstecken leben, werden sie aber kaum vom Menschen wahrgenommen. Seit etwa 1980 steigt die Häufigkeit des Bettwanzenbefalls weltweit, auch in Deutschland, wieder an. Dies wird auf die Verschleppung durch die häufigeren Flugreisen zurückgeführt, die ständige Neuinfektionen ermöglichen.
Die parasitologisch-medizinische Bedeutung der Bettwanze ist mit Ausnahme des Verdachtes der Übertragung von Hepatitis-Erregern sehr gering. Die Stiche der Bettwanze und anderer Plattwanzen sind anfangs schmerzlos, können aber unter Umständen zu unangenehm juckenden Quaddeln und zu allergischen Reaktionen führen.

## Taxonomie und Artenzahlen
Die Familie umfasst etwa 110 Arten in 24 Gattungen und 6 Unterfamilien (Afrocimicinae, Cacodminae, Cimicinae, Haematosiphoninae, Latrocimicinae und Primicimicinae). Sie ist weltweit verbreitet.
In Europa leben fast ausschließlich Arten der Gattung Cimex. Ein phylogenomische Analyse (Analyse der Verwandtschaftsverhältnisse anhand des Vergleichs homologer DNA-Sequenzen) hat erst im Jahr 2015 klar ergeben, dass die Gattung Cimex gegenüber der bisher unterschiedenen Gattung Oeciacus (mit den Arten hirudinis, vicarius und montandoni) paraphyletisch ist; die bisherige Gattung Oeciacus wurde deshalb mit Cimex synonymisiert., sie ist demnach am nächsten verwandt mit der (an Fledermäusen parasitierenden) Cimex pipistrelli. 2012 wurde zusätzlich auch die Gattung Cacodmus, mit der Art Cacodmus vicinus, neu in Südeuropa nachgewiesen, so dass die Zahl der europäischen Gattungen bei zwei bleibt.
Damit leben folgende Arten in Europa
- Cimex lectularius, an zahlreichen Fledermausarten und am Menschen
- Cimex pipistrelli, an zahlreichen Fledermausarten
- Cimex emarginatus, nur an Wimperfledermaus
- Cimex columbarius, vor allem an Felsentaube (und Haustaube sowie Stadttauben)
- Cimex hirundinis (syn. Oeciacus hirundinis), vor allem an Mehlschwalben
- Cimex montandoni (syn. Oeciacus montandoni), vor allem an Uferschwalben
- Cacodmus vicinus, nur an Weißrandfledermaus

Innerhalb der Cimicomorpha sind die Plattwanzen relativ nahe mit der (räuberisch lebenden) Familie der Blumenwanzen (Anthocoridae) verwandt. Zusammen mit den ebenfalls an Fledermäusen parasitierenden Polyctenidae und einigen anderen (ebenfalls nicht in Europa vorkommenden) Familien bilden sie die Überfamilie Cimicoidea.